# Красноярский сельсовет (Ставропольский край)
Красноя́рский сельсове́т — упразднённое сельское поселение в Андроповском районе Ставропольского края Российской Федерации.
Административный центр — село Красноярское.

## География
Находится в западной части Андроповского района.

## История
Статус и границы сельского поселения установлены Законом Ставропольского края от 4 октября 2004 год № 88-КЗ «О наделении муниципальных образований Ставропольского края статусом городского, сельского поселения, городского округа, муниципального района».
С 16 марта 2020 года, в соответствии с Законом Ставропольского края от 31 января 2020 г. № 2-кз, все муниципальные образования Андроповского муниципального района были преобразованы путём их объединения в единое муниципальное образование Андроповский муниципальный округ.

## Население
| 1989  | 2002  | 2010  | 2011  | 2012  | 2013  | 2014  |
| ----- | ----- | ----- | ----- | ----- | ----- | ----- |
| 1352  | ↗1707 | ↗1791 | →1791 | ↗1799 | ↘1789 | ↗1825 |
| 2015  | 2016  | 2017  | 2018  | 2019  | 2020  |       |
| ↘1804 | ↗1805 | ↘1789 | ↗1795 | ↘1783 | ↘1760 |       |

### Национальный состав
По итогам переписи населения 2010 года проживали следующие национальности (национальности менее 1 %, см. в сноске к строке «Другие»):
| Национальность | Численность | Процент |
| -------------- | ----------- | ------- |
| Русские        | 1025        | 57,23   |
| Греки          | 282         | 15,75   |
| Чеченцы        | 109         | 6,09    |
| Даргинцы       | 91          | 5,08    |
| Агулы          | 60          | 3,35    |
| Лезгины        | 58          | 3,24    |
| Армяне         | 45          | 2,51    |
| Карачаевцы     | 23          | 1,28    |
| Белорусы       | 19          | 1,06    |
| Другие         | 79          | 4,41    |
| Итого          | 1791        | 100,00  |

## Состав сельского поселения
| № | Населённый пункт | Тип населённого пункта       | Население |
| - | ---------------- | ---------------------------- | --------- |
| 1 | Алексеевское     | село                         | ↘600      |
| 2 | Красноярское     | село, административный центр | ↘1037     |

## Местное самоуправление
- Дума Красноярского сельсовета
- Администрация Красноярского сельсовета, глава — Гасанханов Гасанхан Умаханович (избран в октябре 2010 года на 5 лет)